# Molophilus (Molophilus) tortilis
Molophilus (Molophilus) tortilis is een tweevleugelige uit de familie steltmuggen (Limoniidae). De soort komt voor in het Australaziatisch gebied.